# Eyvind Alnæs

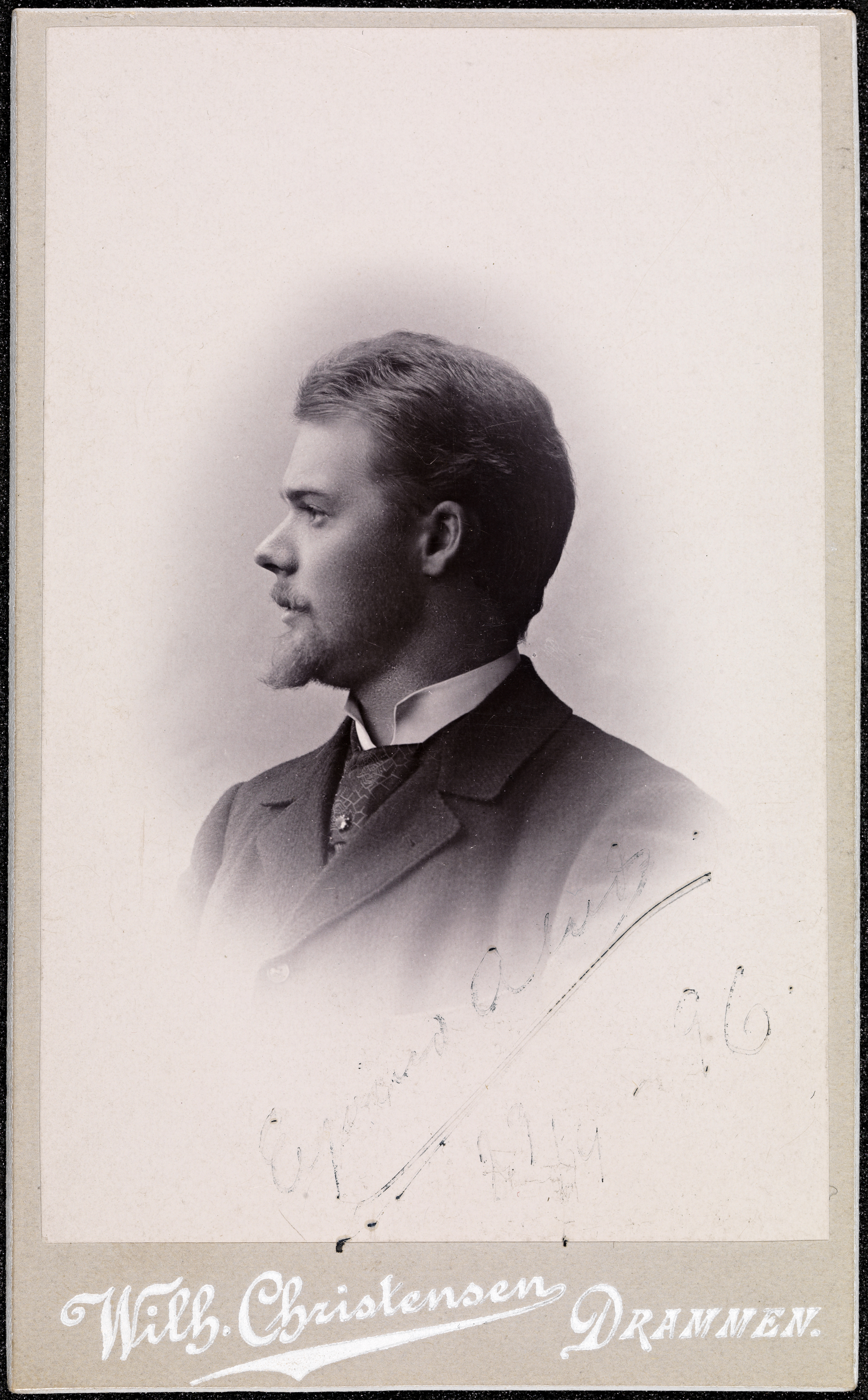
Eyvind Alnæs

Eyvind Alnæs (* 29. April 1872 in Fredrikstad; † 24. Dezember 1932 in Oslo) war ein norwegischer Komponist, Organist und Chorleiter.

## Leben
Alnæs wurde 1872 in Fredrikstad geboren. Sein Vater war Schuldirektor Johannes Jørgen Lauritz Alnæs (1835–1916), seine Mutter Elise Martine Hansen (1851–1931). Von 1903 bis ca. 1925 war er mit Emilie „Milly“ Thorne verheiratet, mit der er zwei Kinder hatte. Er war der Vater von Widerstandskämpferin und Schriftstellerin Lise Børsum (1908–1985) und Großvater des Schriftstellers Finn Alnæs (1932–1991) und der Schauspielerin Bente Børsum (1934).
1888 lernte er Klavier bei Westye Waaler, Orgel bei Peter Brynie Lindemann sowie Harmonik, Kontrapunkt und Komposition bei Iver Holter am Konservatorium von Kristiania. Mit Empfehlung von Edvard Grieg erhielt er 1892 ein Stipendium der A.C.-Houens-Stiftung, mit dem er sein Kompositionsstudium in Leipzig bei Carl Reinecke fortsetzte. Grieg schrieb: „Herr Alnæs hat mir einige seiner Lieder gezeigt, die von eindeutigem Talent zeugen … Ich empfehle ihn deshalb wärmstens für jede öffentliche Unterstützung.“
1895 kehrte Alnæs zurück nach Norwegen und wurde Organist in der Kirche von Bragernes in Drammen.
Seine erste Sinfonie, Op. 7, vollendete er 1897 in Berlin, wo er bei Julius Ruthardt Klavier lernte.
Er komponierte zwei Sinfonien, Variations symphoniques, ein Klavierkonzert, Klavierstücke, Choralpräludien für die Orgel, Chöre und Lieder in spätromantischem Stil. Er war einer der Mitbegründer des norwegischen Komponistenverbandes.
Alnæs erhielt 1922 die Königliche Verdienstmedaille in Gold und zehn Jahre darauf den Sankt-Olav-Orden vom Grad Ritter 1. Klasse.

## Einzelnachweise

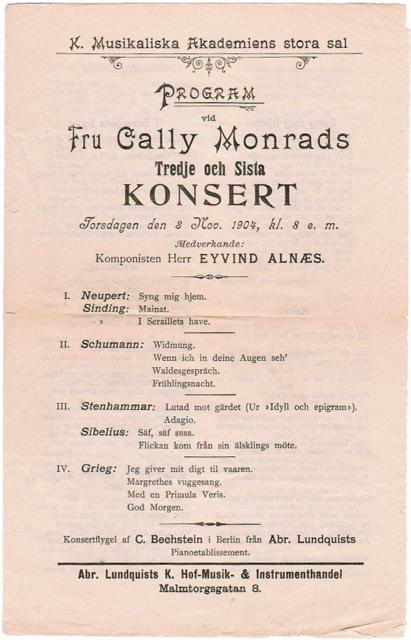
Konzertprogramm mit Cally Monrad und Eyvind Alnæs vom 8. November 1904